# Jiří Pešek
Jiří Pešek (né le 4 juin 1927 à Prague en Tchécoslovaquie, et mort le 20 mai 2011) est un joueur et entraîneur de football tchèque.